# کوتوپاکسی
کوتو پاکسی (به اسپانیایی: Cotopaxi) آتشفشان چینه‌ای فعالی به ارتفاع ۵٬۸۹۷ متر واقع در کوه‌های کوردیرای مرکزی در رشته‌کوه آند در مرکز اکوادور در آمریکای جنوبی است. این آتشفشان از سال ۱۷۳۸ تا کنون بیش از ۵۰ بار فوران کرده که آخرین آن در سال ۱۹۴۰ بوده‌است.

## مشخصات

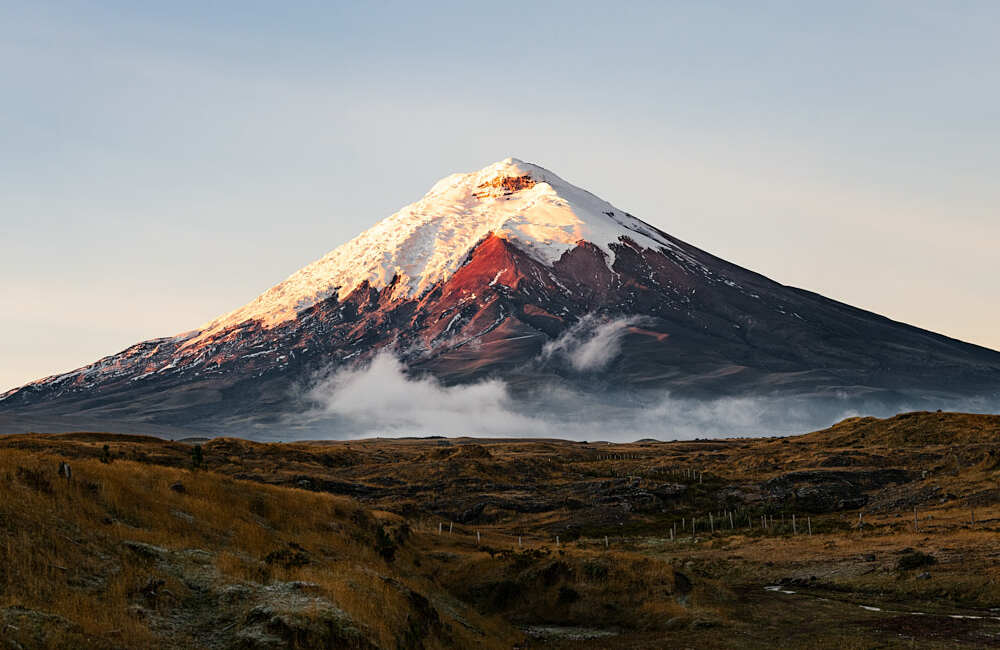
نمایی دیگر از کوه آتشفشان کوتو پاکسی

کوتوپاکسی آتشفشانی متقارن با مخروطی پوشیده از برف است که تقریباً در ۲۸ کیلومتری جنوب شهر کوئیتو در اکوادور قرار دارد. این آتشفشان که در نوع خود فعالترین آتشفشان اکوادور نیز شناخته می‌شود پوشیده از یخچال بوده و مخروط شیبدار آن متشکل از چندین دهانه آتشفشانی است که بزرگترینشان ۵۵۰ در ۸۰۰ متر قطر دارد و ژرفای آن به ۳۶۶ متر می‌رسد. همچنین مخروط کوچکتری موسوم به «کابزا دل اینکا» به‌معنای «سر اینکا» در کنار مخروط اصلی به‌وجود آمده است. گدازهٔ درون دهانهٔ آتشفشان مرتب در حال جوشیدن است که در نتیجهٔ آن زبانه‌هایی از بخار از آن خارج می‌شود.
ارتفاع آتشفشان کوتوپاکسی به ۵٬۸۹۷ متر می‌رسد و قلهٔ آن بیش از ۳٬۰۰۰ متر از نواحی اطراف آن بلندتر است. همچنین پایهٔ آن ۲۳ کیلومتر پهنا داشته  و در چمنزاری باز و کوهستانی قرار گرفته‌است. کوتوپاکسی و چمنزارهای اطرافش در عین حال مناطقی محافظت‌شده هستند و در پارک ملی کوتوپاکسی که یکی از جاذبه‌های گردشگری اکوادور است قرار دارند.

## فعالیت‌های آتشفشانی
کوتوپاکسی بلندترین آتشفشان به‌طور دائم فعال دنیا شناخته می‌شود و فوران‌های مکرر آن خرابی‌های شدیدی را به بار آورده‌است. این آتشفشان دارای تاریخچه‌ای طولانی از فوران‌های شدید بوده و به‌ندرت برای بیش از ۱۵ سال خاموش مانده‌است. زمین‌ها و نواحی اطراف کوتوپاکسی تاکنون چندین بار بر اثر وقوع زمین‌لرزه نابود شده یا در زیر خاکستر و پومیس پرتاب‌شده از دهانهٔ آتشفشان دفن شده‌اند.
شدیدترین فوران‌های کوتوپاکسی در طی سال‌های ۱۷۴۴، ۱۷۶۸ و ۱۸۷۷ روی داده‌است. در سال ۱۸۷۷ جریان‌های آذرآواری از سرتاسر دامنه‌های آتشفشان به سمت پایین سرازیر شد و لاهار یا گل‌روانه‌های به‌وجودآمده تا بیش از ۱۰۰ کیلومتر در درون اقیانوس آرام و حوضهٔ غربی آمازون پیش رفتند. آخرین فوران عظیم کوتوپاکسی در سال ۱۹۰۴ روی داد.

## تاریخچه صعود
الکساندر فون هومبولت نخستین اروپایی‌ای بود که در سال ۱۸۰۲ درصدد صعود به کوتوپاکسی برآمد. اما او در تلاشش برای رسیدن به قله ناکام ماند و در نتیجه این کوه را غیرقابل صعود اعلام نمود. تلاش‌های ناموفق دیگری نیز که در سال‌های ۱۸۳۱ و ۱۸۵۸ انجام گرفت این گفتهٔ هومبولت را تأیید می‌کرد تا آنکه در سال ۱۸۷۲، ویلهلم رایس، سیاح و دانشمند آلمانی توانست با موفقیت در ۲۸ نوامبر آن سال قلهٔ کوتوپاکسی را فتح کند. آ اشتوبل نیز در ماه مهٔ سال ۱۸۷۳ توانست این موفقیت را تکرار کرده و خود را به بالای قلهٔ آتشفشان برساند.

## نام آتشفشان
کوتوپاکسی در اصل نامی به زبان کچوآیی و به معنای «کوه درخشان» است. این کلمه خود از دو واژهٔ کوتو به معنای کوه و پاکسی به معنای درخشان درست شده‌است.

## نگارخانه

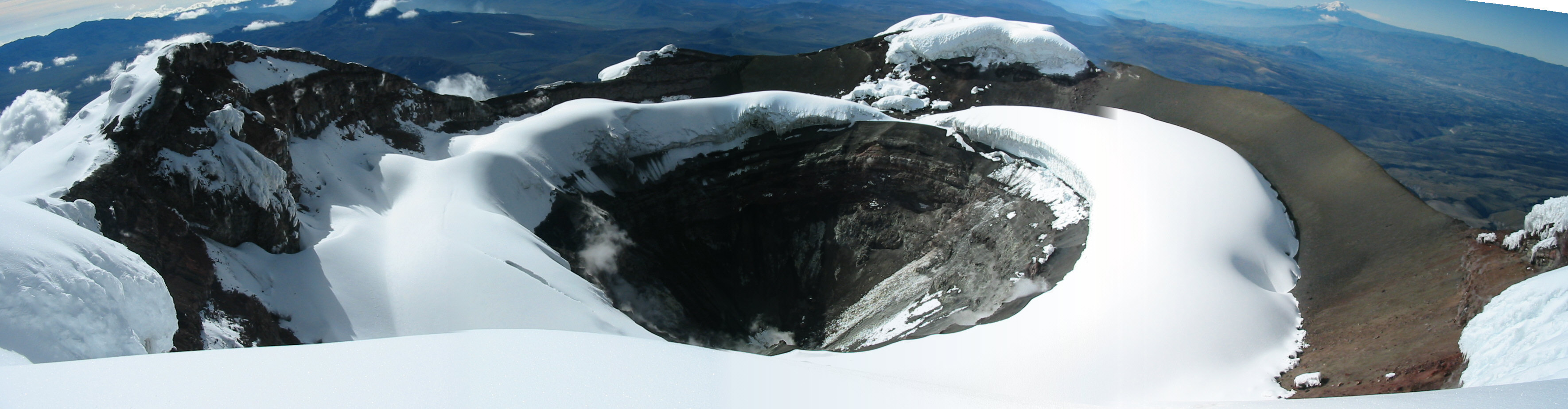
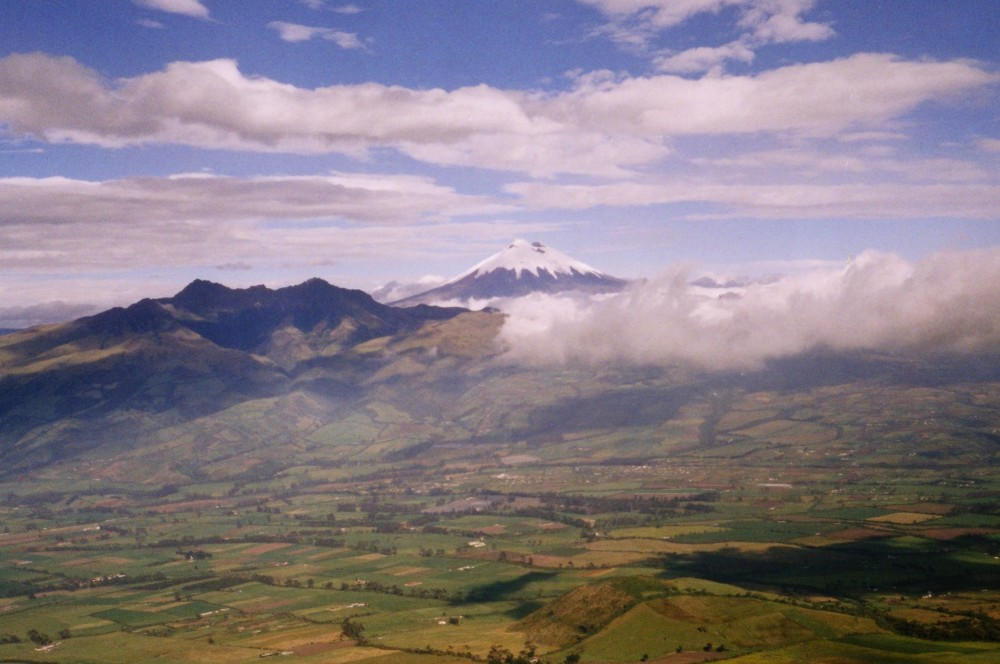
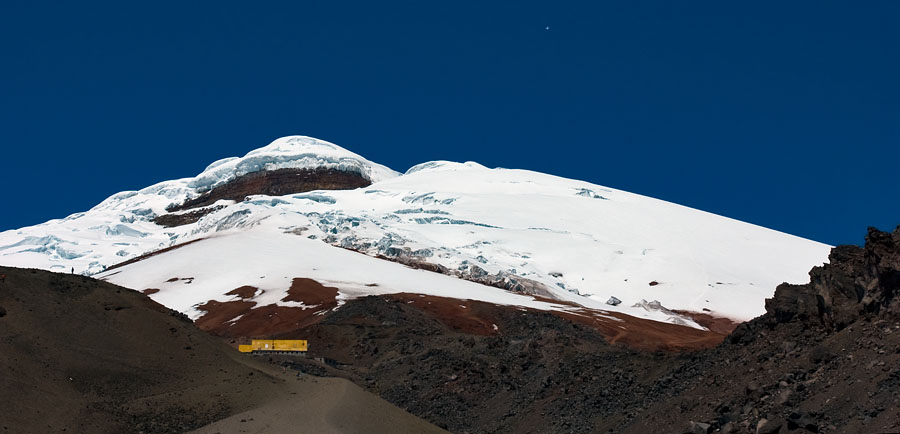